# Galamb Miska kalandjai
A Galamb Miska kalandjai Geréb László 1948-ban megjelent ifjúsági történelmi regénye. Az író  a művében az 1848-49-es forradalomnak és szabadságharcnak állított emléket.
Bizony, mondom nektek, polgártársak, amíg Magyarországon lesz uraság, addig nem lesz szabadság.

## Történet
|  | Alább a cselekmény részletei következnek! |

Egy fiatal jobbágy kitanulta a kovácsmesterséget. Vándorútra kelt, Pozsonyban dolgozott, de az 1848-as esztendő elején történt események hírére visszatért Magyarországra. Komáromon és Pesten keresztül akart hazautazni Békésbe. Részese lett az 1848 március 15-én a kitörő forradalomnak, beszámolt az azt követő eseményekről. Táncsics Mihály házában kapott szállást, segítette az első szocialista politikusok egyikét. Munkatársa lett a Munkások Újsága címmel megjelentetett hetilapnak. Megismerkedett Flórikával, a Nemzeti Színház művésznőjével. A társadalmi különbségek miatt a kezdetben kellemes kapcsolat a legény számára csalódással zárult. Szeptemberben Miska belépett az új magyar honvédségbe, ahol tizedes lett, és Petőfi Sándor lett a századosa. Kiképzés után részt vett a pákozdi csatában, majd 1848 decemberében súlyosan megsebesült a Fertő tó közelében lezajlott osztrákok elleni ütközetben. Miután felépült Mihály, a magyar sereg keresésére indult. Hosszú és kalandos utazás végén Szolnoknál csatlakozott a honvédséghez, már őrmesterként egy kormánybiztossal indult toborzó körútra. Az isaszegi csatában is részt vett, bátorságával kiérdemelte a hadnagyi rangot. Az összecsapás végén azonban egy kartácsrepesz eltalálta, tüdőlövést kapott. A további küzdelmekben a súlyos sérülése miatt nem tudott részt venni. Aradon érte a szabadságharc vége, orosz fogságba került, a börtönben értesült a további tragikus eseményekről. Az osztrákok besorozták közlegénynek, de sikerült megszöknie, 1850-ben visszatért Pestre, ahol a boldogulást és a boldogságot is megtalálta.
|  | Itt a vége a cselekmény részletezésének! |

## Szereplők
- Galamb Miska
- Lőri Elek, újságíró, majd honvédhadnagy
- Safranek Flórika, színésznő
- Safranek Ferenc, mészárosmester
- Csiszár, kovácsmester
- Egerváry Arisztid főhadnagy úr
- Történelmi személyek 
  - Táncsics Mihály
  - Petőfi Sándor
  - Vasvári Pál
  - Jókai Mór